# Västra Vemmerlövs distrikt
Västra Vemmerlövs distrikt är ett distrikt i Trelleborgs kommun och Skåne län. 
Distriktet ligger norr om Trelleborg. 

## Tidigare administrativ tillhörighet
Distriktet inrättades 2016 och utgörs av en del av det området som Trelleborgs stad omfattade till 1971, delen som före 1967 utgjorde Västra Vemmerlövs socken.
Området motsvarar den omfattning Västra Vemmerlövs församling hade 1999/2000.